# Seddera glomerata
Seddera glomerata är en vindeväxtart. Seddera glomerata ingår i släktet Seddera och familjen vindeväxter.

## Underarter
Arten delas in i följande underarter:
- S. g. dhofarensis
- S. g. glomerata